# Callistoleon illustris
Callistoleon illustris är en insektsart som först beskrevs av Gerstaecker 1885.  Callistoleon illustris ingår i släktet Callistoleon och familjen myrlejonsländor. Inga underarter finns listade i Catalogue of Life.